# Astyanax abramis
Astyanax abramis är en fiskart som först beskrevs av Leonard Jenyns 1842.  Astyanax abramis ingår i släktet Astyanax och familjen Characidae. Inga underarter finns listade.